# Cultura escolar
“”Categoria de análise da historiografia da educação que visa distinguir os processos de transmissão cultural de uma dada sociedade dos processos de transmissão da cultura escolar.
A cultura escolar refere-se às práticas e modos de transposição didática de diferentes conteúdos, comportamentos e normas sociais relizadas na escola. A percepção da distinção entre cultura e cultura escolar surge no sentido de especificar, em profundidade, esta última: devido aos diferentes investimentos, simbólicos e materiais, de diversos países na Educação, as escolas configuraram-se, em sua generalidade, enquanto espaços estratégicos para inculcação de uma visão de mundo. Por exemplo, na escola não é proporcionado o aprendizado da relação do sujeito com a língua, mas o aprendizado de um modo específico de relação do sujeito com a língua. Além disso, pode-se perceber elementos da cultura escolar na arquitetura escolar (prédios especificamente construídos para abrigar escolas, por exemplo), no mobiliário escolar (carteiras, lousa, giz, materiais didáticos, por exemplo) e nos livros escolares (surgimento dos livros didáticos e de editoras especializadas na criação destes).
Marcam o surgimento também da cultura escolar a criação de áreas de especialidades da psicologia, história, filosofia e sociologia: a Psicologia da educação, a História da educação, a filosofia da educação e a sociologia da educação.